# اریک هایسرر
اریک  هایسرر (انگلیسی: Eric Heisserer؛ زادهٔ ۱۹۷۰ (۵۴–۵۵ سال)) یک فیلم‌نامه‌نویس اهل ایالات متحده آمریکا است. وی از سال ۲۰۰۵ میلادی تاکنون مشغول فعالیت بوده‌است.
تز آثار او می‌توان به فیلم‌نامه‌های کابوس در خیابان الم (۲۰۱۰)، مقصد نهایی ۵ (۲۰۱۱)، موجود (۲۰۱۱)، ساعت‌ها (۲۰۱۳ به همراه کارگردانی) و در تاریکی (۲۰۱۶) اشاره کرد.
فیلم‌نامه اقتباس‌شده او از داستان کوتاه داستان زندگی تو که فیلم ورود براساس آن ساخته شده، نامزد جایزه اسکار بهترین فیلم‌نامه اقتباسی در هشتاد و نهمین دوره جوایز اسکار شده‌است.